# Bouwovertreding
Een bouwovertreding is in België het niet in overeenkomst zijn van het neergezette vastgoed met de geldende wettelijke bepalingen. Het vastgoed kan bijvoorbeeld zonder bouwvergunning gebouwd zijn, of specifieke bouwvoorschriften werden genegeerd.
Sommige bouwovertredingen kunnen geregulariseerd worden.